# NGC 3466
NGC 3466 est une vaste galaxie spirale barrée relativement éloignée et située dans la constellation du Lion. NGC 3466 a été découverte par l'astronome britannique John Herschel en 1828.

## Caractéristiques
Sa vitesse par rapport au fond diffus cosmologique est de 10 251 ± 25 km/s, ce qui correspond à une distance de Hubble de 151 ± 11 Mpc (∼493 millions d'al).
La classe de luminosité de NGC 3466 est II et elle présente une large raie HI. C'est aussi une galaxie active (AGN).